# MARECS
MARECS (Maritime European Communication Satellite) ist eine Reihe von geostationären Satelliten, die von der ESA als maritime Nachrichtensatelliten entwickelt wurden und innerhalb des internationalen Inmarsat-Systems zum Einsatz kamen. Das Programm startete 1973 mit dem Maritime Orbital Test Satellite (MAROTS). Die dreiachsstabilisierten Satelliten basierten auf dem Kommunikationssatelliten ECS von British Aerospace (Hauptauftragnehmer) und Marconi Space Systems (Nutzlast). Sie dienten dem Daten- und Informationsaustausch (mehr als 35 Telefongespräche gleichzeitig) zwischen Schiffen und dem Festland, wozu sie mit C-Band- und L-Band-Repeatern ausgerüstet waren.

## Geschichte
MARECS A wurde am 19. Dezember 1981 mit einer Ariane-1-Rakete gestartet und mit Hilfe einer Feststoff Kickstufe auf 26° West positioniert. Nachdem MARECS B am 9. September 1982 bei einem Fehlstart der Ariane 1 verloren ging, wurde am 10. November 1984 der Ersatzsatellit MARECS B2 mit einer Ariane-3-Rakete gestartet und auf der 177,5° West positioniert. MARECS A wurde bis Mitte 1991 von Inmarsat genutzt. Danach aufgrund der alternden Solarzellenflächen in einen 22,5° Ost Orbit verlegt, bis August 1996 noch von der ESA zu Experimenten verwendet, anschließend in einen Friedhofsorbit versetzt und endgültig abgeschaltet. MARECS B2 wurde bis Ende 1996 von Inmarsat genutzt, ab 1997 bis 2000 von der italienischen Firma Nuovo Telespazio auf der Position 26° West. Anfang 2002 wurde er in einen 300 km höher gelegeneden Friedhofsorbit versetzt und endgültig abgeschaltet.

## Technische Daten
Von der Startmasse von etwa 1050 kg gehören 96 kg zur Kommunikationsnutzlast. Diese Bestand aus sechs (plus vier Reserve) L-Band SSPS mit insgesamt 75 Watt Ausgangsleistung  (EIRP 33,1 dBW) für die Kommunikation mit Schiffen und einem C-Band TWTA mit 1 Watt Ausgangsleistung für die Kommunikation mit der Bodenstation. Die Übertragungsfrequenzen waren 6420,25 bis 6425 MHz (Boden–Satellit), 1537,75 bis 1542,5 MHz (Satellit–Schiff), 1638,6 bis 1644,5 MHz (Schiff–Satellit) und 4144,6 bis 4200,5 MHz (Satellit–Boden). Dabei konnten mehr als 35 Gespräche auf der Frequenz 1,54 GHz und mehr als 50 Gespräche bei 1,64 GHz empfangen und weitervermittelt werden. Die Energieversorgung erfolgte durch zwei jeweils dreiteilige Solarzellenausleger von je 1,3 × 5,2 m Größe und zwei Nickel-Cadmium-Akkumulatoren mit je 21 Ah, wobei 425 Watt der 955 Watt gelieferter Leistung zum Betrieb der Nutzlast benötigt wurde. Die Lageregelung der dreiachsenstabilisierten Satelliten erfolgte mit momentum wheels und redundanten 0,5 N und 2 N Hydrazin-Triebwerken mit 90 kg Treibstoff in vier Tanks. Zur Steuerung wurden Erd- und Sonnensensoren eingesetzt.
| Name                 | MARECS A                                                     | MARECS B                                                     |
| -------------------- | ------------------------------------------------------------ | ------------------------------------------------------------ |
| Größe                | 2,3 × 3,1 × 1,8 m (beim Start)                               | 2 × 2,5 m                                                    |
| Spannweite           | 13,8 m (über die 2 Solarzellenflächen)                       | 13,8 m (über die 2 Solarzellenflächen)                       |
| Energieversorgung    | zwei Solarzellenpanele und zwei Nickel-Cadmium-Akkumulatoren | zwei Solarzellenpanele und zwei Nickel-Cadmium-Akkumulatoren |
| Elektrische Leistung | 955 Watt                                                     | 955 Watt                                                     |
| Antennen             | 1 * 2m + 2 Hornantennen (1 Empfang, 1 Sende)                 | 1 * 2m + 2 Hornantennen (1 Empfang, 1 Sende)                 |
| Startmasse           | 1060 kg                                                      | 1050 kg                                                      |
| Umlaufmasse          | 562 kg (BOL)                                                 | 497 kg                                                       |
| Treibstoff           | Hydrazin (für Lagekontrollsystem)                            | Hydrazin (für Lagekontrollsystem)                            |
| geplante Lebensdauer | 7 Jahre                                                      | 7 Jahre                                                      |